# Sun Prairie (thị trấn), Wisconsin
Sun Prairie là một thị trấn thuộc quận Dane, tiểu bang Wisconsin, Hoa Kỳ. Năm 2010, dân số của thị trấn này là 2.106 người.